# Mademoiselle Gachet en su jardín de Auvers-sur-Oise
Mademoiselle Gachet en su jardín de Auvers-sur-Oise es un cuadro de Vincent van Gogh pintado a finales de junio de 1890 en Auvers-sur-Oise, un mes antes de su muerte (29 de julio de 1890). Se conserva en el Museo de Orsay de París. Este óleo sobre tela mide 46 × 55 cm. .

## Historia y descripción
Después de pasar un año en un asilo en Saint-Rémy-de-Provence, Van Gogh pasó tres días en mayo de 1890 con su hermano y su cuñada con su bebé en París; después se instaló en Auvers-sur-Oise, donde debe mantenerse bajo la atención vigilante del doctor Gachet, artista aficionado y enamorado de los jardines, según los planes de Théo y el consejo de Pissarro. El pintor toma un cuarto en el ático de la posada Ravoux. A finales del mes de junio de 1890, Vincent van Gogh escribe a su hermano Théo su intención de pintar a la hija del doctor Gachet, Marguerite, de veintiún años, en una pose de joven de campo. Algunos días más tarde, él escribe que ha pintado a la joven tocando el piano (tela hoy en el Museo de Arte de Basilea) y el día anterior había posado en el jardín de la casa familiar. En este cuadro, Marguerite Gachet está vestida de blanco como una novia, o al menos como una joven virginal. El jardín está lleno de rosas blancas y de caléndulas amarillas pálidas. Se murmuraba en Auvers que Vincent consideraba a Marguerite como una amiga. Sin embargo el doctor Gachet no había dado permiso a su hija para posar sola para Van Gogh y cuando supo que lo había hecho dos tardes consecutivas, prohibió todo encuentro sin una tercera persona entre su hija y el pintor y pidió a Vincent poner fin a su amistad con su hija.
El escritor estadounidense Derek Fell, autor de Van Gogh's Women: Vincent's Love Affairs and Journey Into Madness, sugiere que Vincent habría sido fuertemente afectado por esta prohibición y que eso habría agravado su enfermedad. Escribió a Théo que es desdichado por no tener amistad femenina, pero que « el deseo [de casarse] lo ha abandonado, aunque el dolor mental al respecto permanece ».

## Procedencia
Este cuadro permaneció en la colección del doctor Gachet y después de su muerte en 1909, en la de su hijo Paul (1873-1962). Lo donó al Estado francés en 1954 y el cuadro fue instalado en la Galería Nacional del Juego de Palma donde permaneció hasta su clausura en 1986, siendo entonces transferido al Museo de Orsay, donde se encuentra bajo el número de inventario RF 1954 13.

## Exposiciones
Este cuadro fue expuesto por primera vez en 1954 en París en la exposición Van Gogh y los pintores de Auvers-sur-Oise, y de nuevo en 1999 también en París, en la exposición Un amigo de Cézanne y Van Goghː el doctor Gachet, exposición que luego estuvo de gira en Nueva York (The Colección of Doctor Gachet) y Ámsterdam (De collectie Dokter Gachet).